# Przestrzeń zerowymiarowa
Przestrzeń zerowymiarowa – przestrzeń topologiczna {\displaystyle (X,\tau ),} która ma bazę złożoną ze zbiorów otwarto-domkniętych. Warunek ten jest równoważny stwierdzeniu, że przestrzeń {\displaystyle X} ma wymiar ind zero.
Czasami rozważa się przestrzenie wymiaru 0 względem wymiarów {\displaystyle \operatorname {Ind} } lub {\displaystyle \dim .} Wówczas zwykle staramy się podkreślić, że chodzi o inne znaczenie zerowymiarowości niż podane powyżej (mówiąc np. że przestrzeń jest zerowymiarowa w sensie {\displaystyle \dim }).

## Przykłady
Następujące przestrzenie topologiczne są przestrzeniami zerowymiarowymi:
- każda przestrzeń dyskretna,
- przestrzeń liczb wymiernych {\displaystyle \mathbb {Q} } z topologią podprzestrzeni prostej rzeczywistej,
- przestrzeń Cantora {\displaystyle 2^{\mathbb {N} }} (która jest homeomorficzna z trójkowym zbiorem Cantora),
- przestrzeń Baire’a {\displaystyle {\mathcal {N}}} (jest ona homeomorficzna z przestrzenią liczb niewymiernych),

przestrzeń Stone’a danej algebry Boole’a.

## Własności
- Każda zerowymiarowa przestrzeń T1 jest całkowicie regularna.
- Jedynymi spójnymi podzbiorami przestrzeni zerowymiarowej są zbiory jednopunktowe i zbiór pusty.
- Podprzestrzeń przestrzeni zerowymiarowej jest zerowymiarowa.
- Jeśli {\displaystyle X,Y} są przestrzeniami topologicznymi, {\displaystyle X} jest zerowymiarowa, {\displaystyle f\colon X\to Y} jest funkcją ciągłą, która jest także odwzorowaniem otwartym i domkniętym, to {\displaystyle f(X)} jest przestrzenią zerowymiarową.
- Każda zerowymiarowa przestrzeń {\displaystyle T_{1}} jest homeomorficzna z podzbiorem kostki Cantora {\displaystyle 2^{I}} (dla pewnego zbioru indeksów {\displaystyle I}).
- Jeśli {\displaystyle X} jest przestrzenią metryczną z bazą przeliczalną, to następujące warunki są równoważne:

- {\displaystyle X} jest przestrzenią zerowymiarową (w sensie {\displaystyle \operatorname {ind} }),
- {\displaystyle \operatorname {Ind} X=0,}
- {\displaystyle \dim X=0.}

- Każda przestrzeń {\displaystyle X\in T_{1},} która ma wymiar {\displaystyle \dim X=0} lub wymiar {\displaystyle \operatorname {Ind} X=0} jest zerowymiarowa (w sensie {\displaystyle \operatorname {ind} }).